# Ferdinand von Schwartz (Kaufmann, 1774)
Ferdinand von Schwartz (* 13. Juni 1774 in Braunschweig; † 17. April 1835 in Hamburg) war ein Hamburger Kaufmann und Senator.
Von 1815 bis zu seinem Tode gehörte Schwartz dem Senat der Hansestadt an. Zusammen mit seinem Bruder Wilhelm von Schwartz betrieb er seit 1807 das Handelshaus „Schwartz Gebrüder“ in Hamburg.
Er war ab 1806 mit Franziska Henriette (Fanny) Gabe, einer Tochter des Senators Johann Gabe, verheiratet.